# Segelskär, Raseborg
Segelskär är öar i Finland. De ligger i Finska viken och i kommunen Raseborg i den ekonomiska regionen  Raseborg i landskapet Nyland, i den södra delen av landet. Öarna ligger omkring 98 kilometer sydväst om Helsingfors.
Segelskär består av öarna Lillandet och Storlandet.